# Ch'ulel en la Cultura Maya
El Ch'ulel, concepto proveniente de la lengua indígena Tsotsil y Tseltal, representa un elemento fundamental en la cosmovisión Maya-Tsotsil, englobando un significado profundo que abarca el alma, la esencia, la fuerza vital y la conexión con el mundo espiritual. Esta noción va más allá de una simple definición, adentrándose en un universo de creencias, prácticas y tradiciones que han perdurado a través del tiempo en las comunidades indígenas de los Altos de Chiapas, México. El Ch'ulel representa un pilar fundamental de la identidad cultural Maya-Tsotsil. Su preservación contribuye a mantener viva la cosmovisión, las tradiciones y los elevadores ancestrales de estas comunidades.
El concepto es una representación en la vida cosmogónica de los mayas tsotsiles y tseltales. En otras palabras, el Ch’ulel es una constante que permite explicar la cotidianidad de la vida en sus diferentes prácticas y cómo estas se ven balanceadas.

## Dimensiones
1. Alma y esencia: se asocia al alma o esencia de la persona, considerada como una entidad anímica sutil e invisible que reside en el interior del cuerpo. Esta esencia se vincula con la identidad, la personalidad y el bienestar del individuo, siendo la base de su existencia y su conexión con el mundo espiritual.
2. Fuerza vital: también representa la fuerza vital que anima a la persona, otorgándole energía, salud y la capacidad de interactuar con el entorno. Esta fuerza se nutre de diversos elementos, incluyendo la alimentación, el descanso, las relaciones sociales y la armonía con la naturaleza.
3. Conexión espiritual: establece un vínculo fundamental entre el individuo y el mundo espiritual. Esta conexión permite el acceso a conocimientos ancestrales, la comunicación con entidades sobrenaturales y la participación en rituales sagrados. [2]

## Cosmología

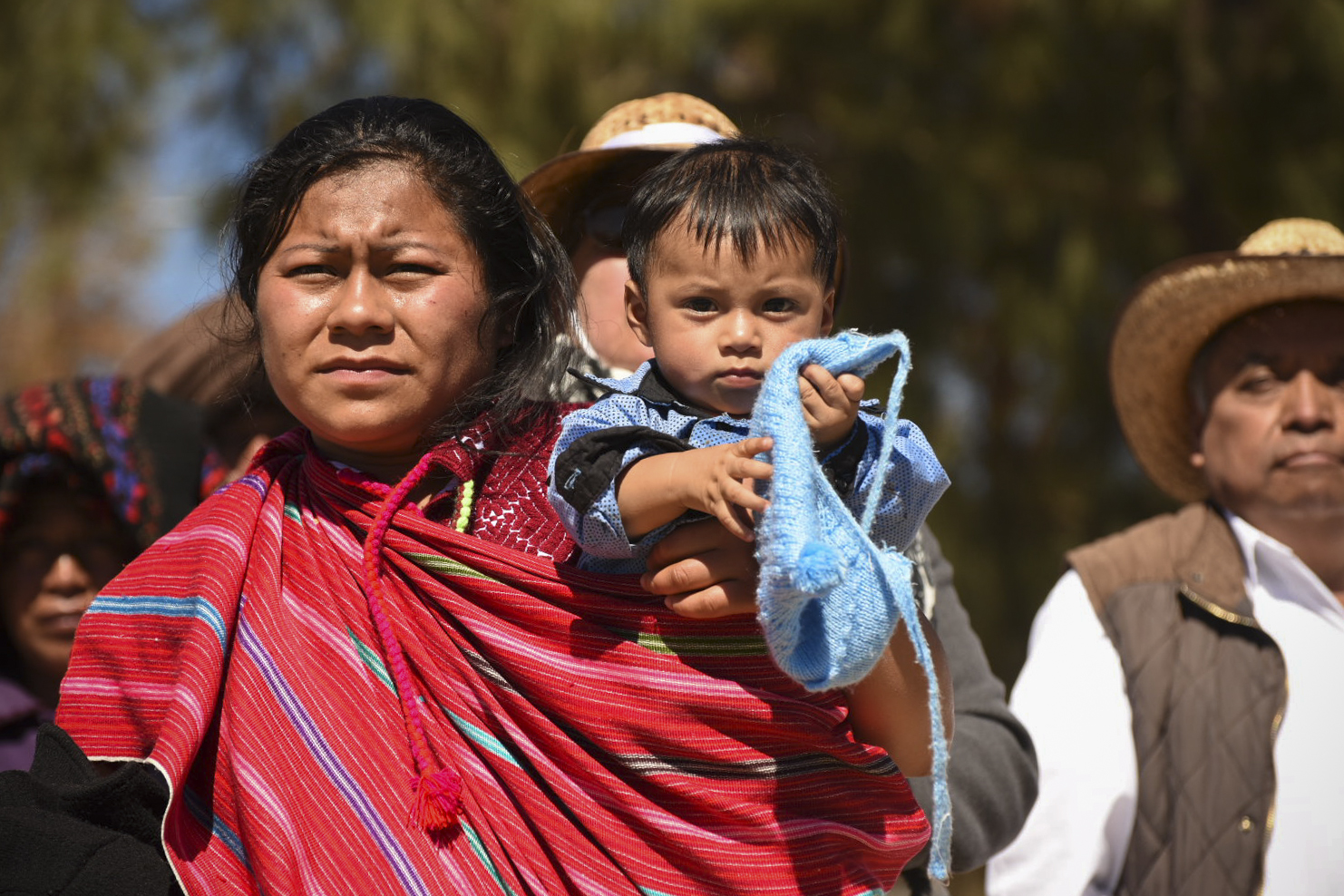
Familia Tsotsil de Los Altos de Chiapas, México

En la cultura maya, el ciclo de vida de una persona va de la mano con su Ch’ulel, la primera manifestación se da desde el estado fetal en donde los Totil me’iletik (padres-madres/dioses) lo implantan en el embrión. De acuerdo a cada comunidad, la ubicación del Ch’ulel varía, va desde la sangre, hasta la punta de la lengua o todo el cuerpo.
En algunos casos, el Ch’ulel puede abandonar o escapar del feto debido a la intranquilidad que pudo haber tenido en otras vidas, por lo que el embarazo no se da a término.
Dentro de esta cosmovisión, la muerte no es un proceso natural, sino que se debe a la acción de un tercero o de las deidades. Al morir, el Ch’ulel, que es el alma o espíritu de la persona, se desprende del cuerpo y se dirige al vinajel (cielo) o al k’atinbak (infierno), dependiendo de la forma en que haya muerto la persona.
El destino del Ch’ulel no es eterno. Después de un tiempo que equivale a la vida que la persona vivió en la tierra, el ch’ulel se reencarna en un nuevo ser humano.
En algunas comunidades mayas, se cree que el mundo de los muertos se encuentra debajo de la tierra y está dividido en niveles. La sombra de la persona se considera una manifestación del Ch’ulel, y cuando la persona muere, la sombra desaparece porque el Ch’ulel abandona el cuerpo.